# Space Quest: The Sarien Encounter
Space Quest, later heruitgebracht onder de titel Space Quest : The Sarien Encounter is een computerspel uit 1986 van Sierra Online. Dit avonturenspel parodieert het sciencefictiongenre. Het spel werd bedacht door Scott Murphy en Mark Crowen. Geschat wordt dat er tot 200 000 kopies van werden verkocht, wat destijds veel was omdat de meeste gezinnen geen computer hadden. Het spel had een EGA-resolutie en 16 kleuren. In 1991 kwam een VGA-versie met 256 kleuren op de markt.

## Verhaal
Bij start van het spel wordt de speler gevraagd om het hoofdpersonage een naam te geven. Standaard staat er Roger Wilco. Pas vanaf het derde spel komt deze melding niet meer en heet het hoofdpersonage effectief Roger Wilco.
Roger is lid van de poetsdienst van het ruimtetuig Arcada waar men aan wetenschappelijk onderzoek doet. Aan boord is een krachtige, experimentele machine: de "Star Generator" wat in staat is om sterren aan te maken. Terwijl Roger tijdens zijn werkuren een dutje doet in een bezemkast, wordt het schip aangevallen door de Sariëns. Zij stelen de "Star Generator" en doden iedereen op het schip. Enkel Roger overleeft de aanval. Hij ontvlucht het schip met een reddingsschip.
Het schip crasht in de woestijn van de planeet Kerona. Nadat hij uit de woestijn en een ondergronds labyrinth van grotten geraakt, krijgt hij van een wezen de taak om het monster Orat te doden. Uit dank krijgt hij een skimmer: een voertuig dat net boven de grond vliegt. Ook verwijst het wezen Roger door naar de stad Ulence Flats. Daar wint hij een arcadespel en krijgt een enorme som geld waarmee hij een ruimteschip en een navigatiedroïde kan kopen. Ook verneemt hij waar het Sariaanse schip Deltaur zich in de ruimte bevindt. Roger vliegt naar de Deltaur en infiltreert. Hij herprogrammeert de "Star Creator" zodat dit een "Star Destroyer" wordt en vlucht daarna. Wanneer de Sariërs even later het voorwerp gebruiken, ontploft hun schip.

## Gameplay
Het spel werd ontwikkeld met Sierra's AGI wat een pseudo-3D omgeving ondersteund zodat de personages voor en achter voorwerpen kunnen bewegen. Commando's dienen door de speler ingetypt te worden via het toetsenbord. De cursortoetsen worden gebruikt om Roger te laten bewegen. Op Amiga, Apple IIGS, Atari ST en Mac kon men ook de muis gebruiken voor de bewegingen. Het spel had een resolutie van 160×200 en ondersteunde 16 kleuren. Op PC werd geluid voortgebracht via de interne speaker. Op Tandy 1000, PCjr en Amiga was er een driestemmige soundtrack. Op Apple IIGS was dit zelfs een vijftienstemmige track.
Als kopieerbeveiliging dient de speler in de handleiding de coördinaten op te zoeken waar Roger naartoe moet vliegen nadat hij Arcana ontvlucht. Een tweede code moet ingegeven worden wanneer Roger zijn ruimtetuig koopt. Een derde code is ook nodig om een cartridge te verkrijgen. In de heruitgave werden de codes vervangen door een protectie op floppy disk zodat het spel enkel kon opgestart worden met de originele diskette.
Er kwamen in totaal 3 versies van het spel: in 1986, 1987 en een VGA-versie in 1990.